# Selenseas
Selénseas  – московская heavy/power metal группа. Название проекта происходит от слияния двух слов «Selene» (от анг. «Луна», «Селена» — богиня Луны) и «Seas» («Моря»), дословно это звучит как «Лунные Моря» или «Моря Селены».

## История группы
Группа образовалась в начале ноября 2010 г. по инициативе Тюшина Владислава, основного автора песен.
В период c 2010 по 2012 гг. коллектив вел активную концертную и студийную деятельность в следующем составе: Тюшин Владислав (бас-гитара, автор текстов и музыки), Андрианов Денис (ритм-гитара, автор музыки песни "Время"), Лисицын Иван (лид-гитара), Лилло Татьяна (вокал, тексты песен), Котенёва Елена (клавиши), Филиппович Антон (ударные).
Были записаны несколько демо, а также выпущены два сингла на сборниках российского лейбла Life Music: «Обратная сторона Луны» и «Одиночество».
Материал раннего Selenseas можно охарактеризовать, как мелодичный метал с романтичной лирикой и философским подтекстом.
С середины 2013 до 2015 гг. группа Selenseas брала перерыв для обновления состава и доработки материала.
В 2015 году состав коллектива претерпел следующие изменения: Александр Лавренов присоединился в качестве лид-гитары, Родион Китаев – вокала, Светлана Тюшина – клавиш, Людмила Малая – ударных. Людмила также стала одним из основных авторов текстов песен. В обновленном составе группа выступала с 2015 по 2016 годы.
В августе 2016 г. на лейбле Life Music был выпущен мини-альбом «В отражении...» (сведение и мастеринг  – Сергей «Lazar» (Аркона, Rossomahaar), студия «CDM-Records»). В записи песни «Надежда» приняли гостевое участие гитаристы Алексей Вербицкий (Легенда) и Гамиль Махмутов (ex-Этно-Саунд).
EP «В отражении...» не остался без внимания и был положительно оценен российской и зарубежной аудиторией, после чего у группы возникло желание записать дебютный полноформатный альбом и на русском, и на английском языках.
В 2016 году Родион Китаев покинул группу, а Илья Скляров присоединился к Selenseas в качестве вокалиста.
В конце 2016 года группа записала свой первый полноформатный альбом, в котором приняли участие музыканты: Сергей «Lazar» (Аркона, Rossomahaar), Александр и Дарья Хованские (Acatonia), Мария Скрябина (ex-Anadora), Гамиль Махмутов (ex-Этно-Саунд). Запись велась на двух студиях CDM-Records и ACATONIA Records. Сведение и мастеринг  – Сергей Лазаръ. В записи альбома были использованы такие живые инструменты, как: скрипка (Светлана Тюшина), виолончель (Илья Скляров), флейта (Мария Скрябина).
Релиз полноформатного альбома состоялся в феврале 2017 года на лейбле SoundAge Prod. Альбом получил название «За гранью возможного». Материал группы представляет собой мелодичный heavy/power metal с элементами: folk, progressive, doom и hard rock. Тексты затрагивают самые разные темы: литературу, кинематограф, философию, мистику, мифологию, фантастику и даже физику.
Презентация дебютного альбома состоялась 02 июня 2017 в клубе Rock House при поддержке групп Легенда и Acatonia. Позже аудио-версия выступления была опубликована на всех цифровых площадках. Видеоверсия концерта доступна для просмотра на официальных ресурсах Selenseas.
Период с середины 2017 по начало 2019 года был очень трудным для группы из-за постоянной смены музыкантов в составе. Несмотря на это группа вела активную концертную деятельность, выступила на нескольких фестивалях (Emergenza Festival Russian Federation 2018/2019 и Revolution Festival Moscow 2018). А также Selenseas продолжала работу над англоязычной версией дебютного альбома «За гранью возможного» и написанием материала для следующего релиза.
Одним из главных событий 2019 года стало присоединение к группе талантливого вокалиста Михаила Кудрея. Его уникальный тембр и харизматичное исполнение отлично вписались в стиль Selenseas, и группа незамедлительно отправилась в студию.
В середине 2019 года сформировался текущий состав Selenseas: Тюшин Владислав (бас-гитара), Андрианов Денис (ритм-гитара), Лисицын Иван (лид-гитара), Кудрей Михаил (вокал), Малая Людмила (ударные), Тюшина Светлана (клавиши). Группа приняла решение почти полностью перезаписать инструменты для англоязычной версии альбома «За гранью возможного». Для более мощного и эпичного звучания материала, приняли гостевое участие несколько талантливых музыкантов: Сергей Lazar (Аркона, Rossomahaar), Иван Гарин, Андрей Зодчий (ex-Dis Pater), Алексей Вербицкий (Легенда) и Гамиль Махмутов (ex-Этно-Саунд).
Над записью, сведением и мастерингом снова работал Сергей Lazar (Аркона, Rossomahaar) на студии «CDM-Records». Благодаря качественной и профессиональной работе Сергея, группа наконец-то обрела свое звучание, к которому стремилась все это время и теперь планирует двигаться дальше в этом направлении.
Выпуск релиза «The Outer Limits» запланирован на 2020 г. на итальянском лейбле Rockshots Records.

## Участники группы
Михаил Кудрей – вокал (с 2019 г.)
Владислав Тюшин – бас-гитара (с 2010 г.)
Денис Андрианов – гитара (с 2010 г.)
Роман Горовец – гитара (с 2022 г.)
Людмила Малая – ударные (с 2015 г.)
Светлана Тюшина – клавишные, скрипка (с 2014 г.)

### Бывшие участники
Илья Скляров – вокал, виолончель (2016 – 2019 гг.)
Иван Проничев – гитара (2010 – 2013 гг.)
Татьяна Лилло – вокал (2010 – 2013 гг.)
Елена Котенёва – клавиши (2010 – 2013 гг.)
Антон Филиппович – ударные (2010 – 2013 гг.)
Родион Китаев  – вокал (2015 – 2016 гг.)
Александр Лавренов – гитара (2015 – 2016 гг.)

### Приглашённые исполнители
Алексей Вербицкий  – гитара (2016 г., 2019 г.)
Гамиль Махмутов  – гитара (2016 г., 2017 г., 2019 г.)
Сергей «Lazar» – вокал (2016 г., 2019 г.)
Иван Гарин – саунд-дизайнер (клавиши) (2019 г.)
Андрей Зодчий – бэк-вокал (2019 г.)
Дарья Хованская – вокал (2016 г.)
Мария Скрябина –  флейта (2016 г.)

## Дискография

### Студийные альбомы
В Отражении... (EP, 2016), лейбл: Life Music
За гранью возможного (LP, 2017), лейбл: SoundAge Prod
The Outer Limits (LP, 2020), лейбл: Rockshots Records

### Концертные альбомы
Концерт в Rock House 02/06/2017 (live, 2018)

### Синглы
«Обратная сторона Луны» (2011)  – опубликован в сборнике «Планета Железяка №2» (лейбл Life Music).
«Одиночество» (2012)  – опубликован в сборнике «Планета Железяка №3» (лейбл Life Music).

### Интервью
Интервью журналу Это Rock'n'Roll  – 8 выпуск, 2017 год, стр. 11

### Рецензии
Рецензия на CD «За гранью возможного» в журнале Rockcor № 3, 2017 год, стр. 20